# Kurt Belicke
Kurt Belicke (* 11. Juni 1929 in Berlin; † 14. Mai 1993 ebenda) war ein deutscher Schriftsteller, Hörspielautor und Drehbuchautor.

## Wirken
Sein Vater war Elektriker, seine Mutter Hausfrau. Er absolvierte eine kaufmännische Lehre, arbeitete dann aber als Reporter und Journalist bei einer Ost-Berliner Lokalzeitung. Seit Mitte der 60er Jahre war er als freischaffender Autor für Funk, Fernsehen und Film tätig.
Seit dieser Zeit gehörten Kurt Belicke und seine Ehefrau Sibylle, zusammen mit Friedrich Dieckmann, Gotthold Gloger, Wolfgang Kohlhaase und André Müller sen. zum engeren Freundeskreis von Peter Hacks, welcher auch eine Zeit lang mit Sibylle Belicke liiert war.
Als Autor und Szenarist bevorzugte Kurt Belicke stets das heitere Genre. Gelegentlich übernahm er auch Nebenrollen in Fernseh- und Kinofilmen.

## Werke

### DDR-Fernsehen
- 1963: Band läuft (Fernsehgroteske) – Regie: Ralph J. Boettner
- 1963: Tresorknacker (Crimical) – Regie: Erwin Leistner
- 1963: Komm mit nach Montevideo – (Fernsehspiel zus. mit Jurek Becker) – Regie: Fred Mahr
- 1965: Poker zu dritt (Fernsehkriminalspiel) – Regie: Dimitri Dimitroff
- 1971: Florentiner 73 (Fernsehfilm nach Renate Holland-Moritz)  – Regie: Klaus Gendries
- 1972: Das Hochzeitskleid war tintenblau – (Fernsehstück für zwei Schauspieler) – Regie: Gerhard Respondek
- 1972: Müller kontra Müller (Fernsehkomödie) – Regie: Hans Knötzsch
- 1974: Neues aus der Florentiner 73 (Fernsehfilm zus. mit Renate Holland-Moritz)  – Regie: Klaus Gendries
- 1977: Ehe man Ehefrau bleibt (Fernsehspiel nach László Tabi) – Regie: Jens-Peter Proll
- 1978: Hochzeit in Weltzow (Fernsehfilm nach Günter de Bruyn) – Regie: Georgi Kissimow
- 1978: Die Augen einer Frau (Folge der Reihe Schauspielereien) für Helga Piur und Jürgen Zartmann – Regie: Hans Knötzsch
- 1980: Von Mensch zu Mensch (Folge der Reihe Schauspielereien) für Monika Lennartz und Reimar Johannes Baur – Regie: Gerald Hujer
- 1982: Ordnung im Haus (Folge der Reihe Schauspielereien) für Ursula Karusseit und Hans Teuscher – Regie: Hans Knötzsch
- 1984: Ach du meine Liebe (Fernsehfilm) – Regie: Georgi Kissimow
- 1985: Das Eigentor (Fernsehfilm)  – Regie: Hans Knötzsch
- 1986: Der konzentrierte Professor (Folge der Reihe Schauspielereien) für Hans-Peter Minetti  – Regie: Jörg Wilbrandt

### DEFA-Filme
- 1965: Ohne Paß in fremden Betten, zus. mit Jurek Becker – Regie: Vladimír Brebera
- 1967: Ein Lord am Alexanderplatz – Regie: Günter Reisch
- 1968: 12 Uhr mittags kommt der Boß, zus. mit Siegfried Hartmann – Regie: Siegfried Hartmann
- 1968: Wir lassen uns scheiden, zus. mit Ingrid Reschke und Rudi Strahl – Regie: Ingrid Reschke
- 1976: Nelken in Aspik – Regie: Günter Reisch
- 1977: DEFA Disko 77 – Regie: Werner Bergmann und Heinz Thiel
- 1980: Der Baulöwe – Regie: Georgi Kissimow

### Mitwirkung als Darsteller
- 1976: Nelken in Aspik, Rolle: Busmensch – Regie: Günter Reisch
- 1986: Polizeiruf 110: Bedenkzeit, Rolle: Kunsthändler – Regie: Hans-Werner Honert

### Hörspiele
- 1965: Ein Tresor für Zwei – Regie: Werner Grunow (Kriminalhörspiel – Rundfunk der DDR)
- 1966: Aufstellung einer Mannschaft – Regie: Joachim Gürtner (Hörspiel – Rundfunk der DDR)
- 1971: Das Hochzeitskleid war tintenblau – Regie: Wolfgang Brunecker (Hörspielkomödie – Rundfunk der DDR)
- 1974: Unter den Linden – Regie: Fritz Göhler (Hörspiel – Rundfunk der DDR)
- 1975: Auge um Auge – Regie: Peter Michel Ladiges (Funkmonolog – SWF)

### Theater
- Die Ehe an sich – Komödie für eine Dame und zwei Herren, Drei Masken Verlag, München